# 그림즈비 타운 FC
그림즈비 타운 FC(Grimsby Town F.C.)는 잉글랜드의 축구 클럽으로, 노스이스트링컨셔 클리소프스를 연고지로 한다. EFL 리그 투에 참가하고 있다. 1878년 그림즈비 팰험(Grimsby Pelham)으로 창단되어 이듬해 그림즈비 타운 FC로 개명했다. 홈 구장은 블런델 파크이다.

## 선수 명단

### 현역
참고: FIFA 자격 규정에 따라 소속된 국가대표팀 국기를 표시합니다. 선수는 복수의 FIFA 비회원국 국적을 가지고 있을 수 있습니다.
| 번호 | 포지션 | 국적              | 이름             |
| ---- | ------ | ----------------- | ---------------- |
| 7    | MF     | 웨일스            | 조던 데이비스    |
| 9    | FW     | 트리니다드 토바고 | 저스틴 오비쿠    |
| 19   | MF     | 페로 제도         | 게자 다비드 투리 |

| 번호 | 포지션 | 국적 | 이름 |
| ---- | ------ | ---- | ---- |

## 역대 감독
| 감독          | 임기        |
| ------------- | ----------- |
| 이언 홀러웨이 | 2019 ~ 2020 |